# Rezerwat przyrody Ja’ar Cippori
Rezerwat przyrody Ja’ar Cippori (hebr. יער ציפורי) – rezerwat przyrody chroniący zespół leśny w rejonie moszawu Cippori, w północnej części Izraela.

## Położenie
Rezerwat przyrody jest położony na wzgórzach na północno-zachodnim skraju masywu górskiego Hare Nacerat w Dolnej Galilei, na północy Izraela. Wzgórza są położone wokół wadi strumienia Cippori, który wijąc się wśród nich, płynie ze wschody na zachód. Tutejsze pasmo wzgórz oddziela Dolinę Bejt Netofa od Doliny Jezreel. W otoczeniu rezerwatu znajdują się miasto Nazaret, miejscowość Ilut, moszaw Cippori, kibuc Ha-Solelim, oraz wioski komunalne Giwat Ela i Szimszit.

## Rezerwat przyrody
Rezerwat został utworzony w 1994 roku wraz z sąsiednim Parkiem Narodowy Cippori i Rezerwatem przyrody Ha-Solelim. Oba rezerwaty przyrody tworzą unikalny ekosystem, będący leśnym korytarzem umożliwiającym wędrówkę zwierząt. Jego przedłużeniem w kierunku południowo-zachodnim jest Rezerwat przyrody Allone Abba. Chronią one rozległy kompleks leśny, który zawiera duży obszar naturalnego lasu. Pozostałe lasy powstały w wyniku działalności Żydowskiego Funduszu Narodowego, który w wadi strumienia Cippori zalesił 3000 hektarów. Realizację tego projektu rozpoczęto już w latach 30. XX wieku, ale większość prac przeprowadzono po 1948 roku. Rosną tu dęby, terebinty, szarańczyny strąkowe i wiele innych. Z innych roślin występują: babka zwyczajna, wyka, lucerna, roszpunka, szczaw, oraz wiele odmian traw i kwiatów. Na terenach podmokłych wzdłuż strumienia Cippori rosną rośliny wodne. Ze zwierząt można tu spotkać dziki, jeżozwierze, szakale, lisy, kuny, borsuki, łasice i zające. W rezerwacie zaobserwowano 32 gatunki ptaków.

## Turystyka
Teren jest ogólnodostępny, a wśród drzew wytyczono szlaki do pieszych i rowerowych wycieczek o łącznej długości 18 km. Utworzono także miejsca piknikowe, place zabaw oraz parkingi, które są dostępne także dla niepełnosprawnych przez cały rok.